# Войцех Ястшембовський
Войцех Ястшембо́вський (пол. Wojciech Jastrzębowski; 26 лютого 1884, Варшава — 9 березня 1963, Варшава) — польський майстер прикладного мистецтва, графік та педагог. Один із засновників об'єднань «Краківські майстерні» і «Лад».

## Біографія
Народився 26 лютого 1884 року в місті Варшаві (нині Польща). Протягом 1904—1909 років навчався у Краківській академії мистецтв, був учнем Юзефа Мегоффера, Станіслава Виспянського, Яна Станіславського. У 1909 році отримав стипендію і ще два роки продовжив навчання у Парижі.
З 1912 року працював художнім керівником і викладачем на курсах для ремісників, організованих при Технічно-промисловому музеї в Кракові, одночасно очолював курси прикладного мистецтва в Школі образотворчих мистецтв для жінок Марії Нєдзєльської.
Також з 1912 року був членом Стрілецького товариства. У 1914 році вступив до варшавського батальйону Польських легіонів, служив у 5-й роті 5-го батальйону 3-го піхотного полку, а потім у 5-й роті 6-го батальйону 7-го піхотного полку. Пізніше став унтерофіцером 1-го піхотного полку, а після отримання військового звання старшини був переведений до вербувальної роти. 1918 року був приписаний до Польської військової організації, брав участь в обороні Львова.
Після звільнення в запас у грудні 1921 року переїхав до Варшави, де отримав посаду керівника мистецьких представницьких споруд. У 1922 році виграв конкурс на дизайн обігових монет. Тоді ж став членом редакційної комісії журналу «Grafika Polska» і почав викладати у Школі образотворчого мистецтва, де ініціював створення експериментальної столярної майстерні, яка стала початком Товариства польського прикладного мистецтва. Невдовзі після відкриття майстерні став художнім керівником і одним із дизайнерів студії килимів у Генрикуві. У 1923 році отримав звання професора Школи красних мистецтв; у 1928 році став директором Департаменту мистецтв у Міністерстві релігійних конфесій і народної просвіти, і обіймав цю посаду до 1930 року.
У 1934 році польський уряд вирішив побудувати два трансатлантичні кораблі, а їхній дизайн мав вирішувати спеціально створений Художній підкомітет на чолі з Войцехом Ястшебовським. Через рік художника обрали проректором Варшавської академії мистецтв, а з 1936 року до початку Другої світової війни був її ректором. У 1939 році опинився в Лондоні, де став оцінювачем і художнім керівником виставок польських робіт, організованих Міністерством інформації та документації в Лондоні. З 1943 року був президентом Студії декоративного мистецтва, а з 1946 року — викладачем Польської студії живопису та прикладної графіки, заснованої Маріаном Богуш-Шишко.
1947 року  повернувся до Польщі, де почав працювати в Управлінні естетики виробництва (пізніше Інститут промислового дизайну), і в тому ж році отримав звання повного професора Варшавської академії мистецтв. У 1951 році став головою вченої ради Інституту промислового дизайну, і обіймав цю посаду до 1959 року. Одночасно з 1953 року протягом п'яти років був головою вченої ради Варшавської академії мистецтв та оцінювачем у Комісії планування образотворчого мистецтва Ради культури і мистецтва.
Помер у Варшаві 9 березня 1963 року. Похований у Варшаві на Повонзківському цвинтарі (Алея заслужених 1-125, 126).

## Творчість
Проєктував інтер'єри, меблі, килими, декоративні тканини, вітражі, монети, медалі; працював у галузі промислової графіки.